# Paula Shaw
Paula Shaw (n. 17 de julio de 1941) es una actriz estadounidense que ha trabajado en televisión y en el cine. En la película Freddy vs. Jason (2003) interpretó a la madre de Jason Voorhees, Pamela.

## Filmografía
- Supernatural (2013) - Abuela
- Cedar Cove (2013) - Charlotte Jeffers
- Mr. Young (2011) - Mrs. Byrne
- Terminal City (2005) - Ellie
- Chupacabra Terror (2005) - Millie Hartman
- Freddy vs. Jason (2003) - Pamela Voorhees
- Night Creep (2003) - Dr. Wayborn
- Insomnia (2002) - Coronel
- Ignition (2001) - Senadora
- Reindeer Games (2000) - Tía Lisbeth
- Merchants of Venus (1998) - Dolores
- The X-Files  (1995, episodio "The Walk") - Enfermera
- Communion (1989) - Mujer del departamento
- Witchfire (1986) - Enfermera Hemmings
- Say Yes (1986)
- Savage Streets (1984) - Charlene
- The Best Little Whorehouse in Texas (1982) - Wulla Jean
- Herowork (1977)
- Chatterbox (1977) - Policía
- In The Gliter Palace (1977) - Ruth
- The Centerfold Girls (1974) - Mrs. Walker
- The Roommates (1973)
- To Hex with Sex (1969) - Lucibel
- Freiheit für die Liebe (1969)

- Datos: Q3372569
- Multimedia: Paula Shaw / Q3372569